# Вітряк De Valk (Лейден)
Вітряк De Valk (нід. Molen De Valk, укр. «Сокіл») — вітряк у нідерландському місті Лейден, має статус національної пам'ятки (нід. rijksmonument). З 1966 році у будівлі вітряка розташовується міський музей вітряків.

## Історія
Перший вітряк на цьому місті постав у 1611 році, коли межа Лейдена пересунулася на північ та північний захід і утворилося кілька нових районів. Одночасно був викопаний новий оборонний рів та створено нову фортифікаційну лінію навколо міста. На новостворених бастіонах, де краще ловився вітер, встановлювали вітряки, одним з яких став і De Valk (загалом таких вітряків було 19). У 1667 році його замінив дерев'яний, більший за розміром вітряк, а 1743 року міська влада дозволила власникам вітряка Адріанусу ван Девентеру (нід. Adrianus van Deventer) та Мартену ван Ройєну (нід. Maarten van Royen) звести на місці дерев'яного кам'яний вітряк традиційного для Голландії шатрового типу.
У будівлі вітряка було два житлові приміщення, які спочатку призначалися для двох власників вітряка, а пізніше тут мешкали мельник та його помічник.
З 1869 року власником вітряка була родина ван Рейн, яка, втім, не мала жодного стосунку до родини відомого нідерландського художника Рембрандта ван Рейна. Останній власник вітряка, Віллем ван Рейн (нід. Willem van Rhijn), помер 1964 року, а після його смерті вітряк перетворили на міський музей. З 2000 року у вітряку відновлено молоття зерна.
11 липня 1961 року вітряк De Valk відвідала королева Нідерландів Беатрікс.

## Опис
Перший вітряк De Valk був дерев'яним, сучасний, кам'яний вітряк постав 1743 року. Він належить до так званих вежових вітряків галерейного типу, тобто складається з двох частин — нерухомої кам'яної основи та рухомої «шапки», що може обертатися. Вітряк розділений на нижню, житлову частину, та верхню робочу. Між цими частинами на висоті 14,6 метрів розташована зовнішня галерея, призначена для обслуговування лопатей вітряка та складування мішків із зерном. Також з галереї мельник мав змогу точніше визначити напрям вітру. Загальна висота вітряка становить 29 метрів, діаметр лопатей — 27 метрів.
На першому, другому і третьому поверхах та у невеликій прибудові розташовувалися житлові приміщення, де мешкав мельник із родиною, зокрема, на другому і третьому поверхах були спальні. Четвертий поверх використовувався як складське приміщення. З п'ятого поверху, оточеного зовнішньою галереєю, і вище розташовувалися приміщення, де відбувалося молоття зерна. У першому вітряку було шість жорен, у сучасному, кам'яному їх чотири, для різних типів зерна, хоча наразі використовується лише одне жорно.
Вітряк увінчується «шапкою», на якій розміщені лопаті. Шапка може обертатися навколо своєї осі для найкращого стосовно вітру положення. Керування нею відбувається з зовнішньої галереї, за допомогою спеціального обладнання.

## Музей
З 2 червня 1966 року у будівлі вітряка De Valk діє міський музей вітряків (нід. Stedelijk molenmuseum De Valk).
На першому, житловому поверсі зберігся оригінальний інтер'єр з меблями приблизно 1900 року та делфтськими кахлями XVIII століття. У кухні розташований старовинний камін та шафи з посудом. Стіни вітальні прикрашені портретами родини ван Рейн, останніх власників вітряка, та численними малюнками і фотографіями вітряка. Це єдина в Нідерландах резиденція міського мельника, що збереглася. На другому, третьому та четвертому поверхах діє експозиція «Вітряк, символ Голландії», серед її експонатів — інструменти мельника, книги про млинарство, численні фотографії, гравюри та малюнки. На третьому поверсі зберігаються експонати, присвячені лейденській гільдії мельників та лейденським вітрякам. На четвертому поверсі розташовані моделі різних типів вітряків, що існували в Нідерландах, зокрема, різноманітні польдерні вітряки, які використовувалися для осушування польдерів.
На наступних поверхах, окрім останнього, закритого для відвідування, можна побачити оригінальну дерев'яну конструкцію вітряка.
З 1 червня 2013 року Музей вітряків De Valk є частиною науково-дослідницького центру «Erfgoed Leiden en Omstreken», який досліджує історію Лейдена.

### Експозиція музею

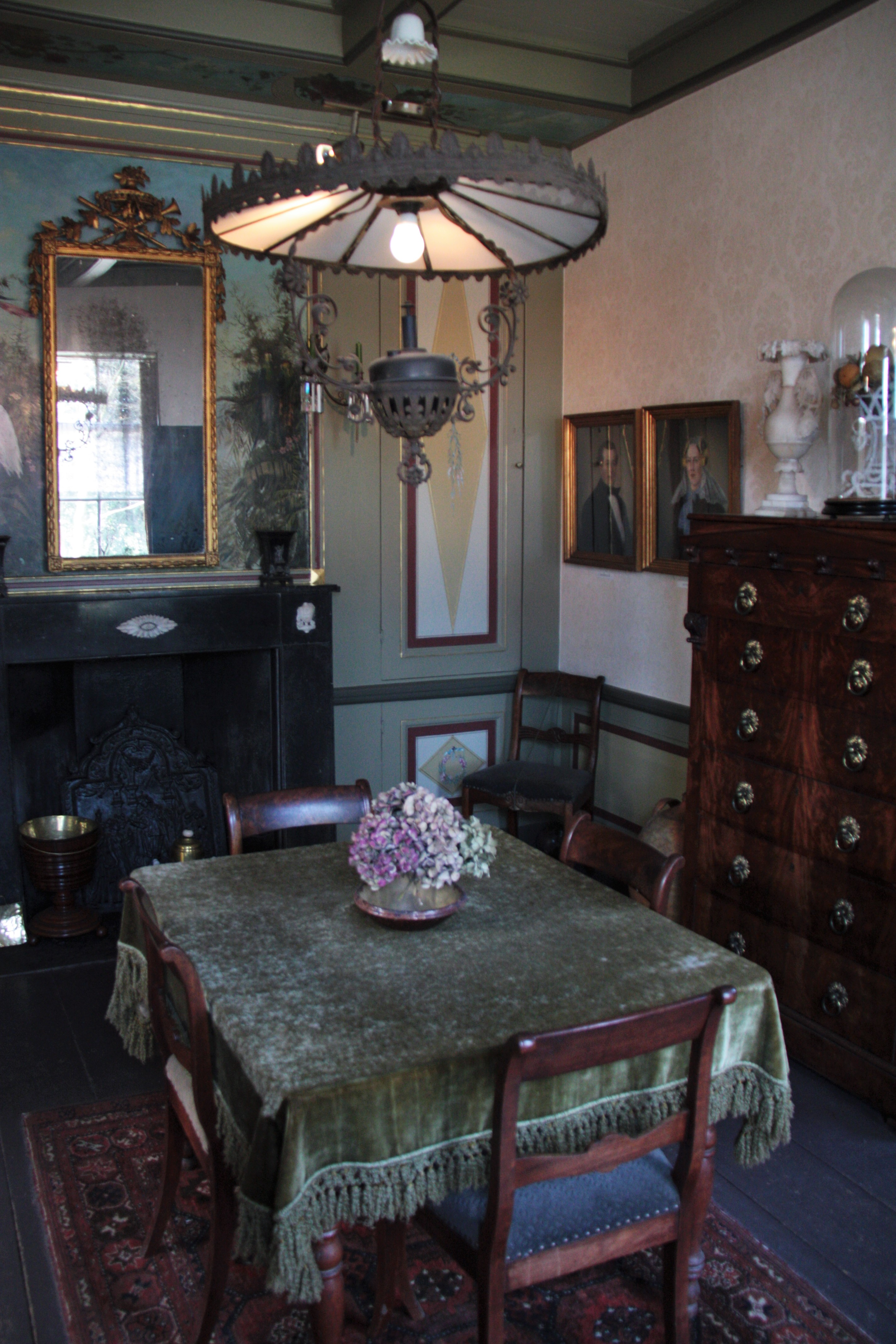
Вітальня
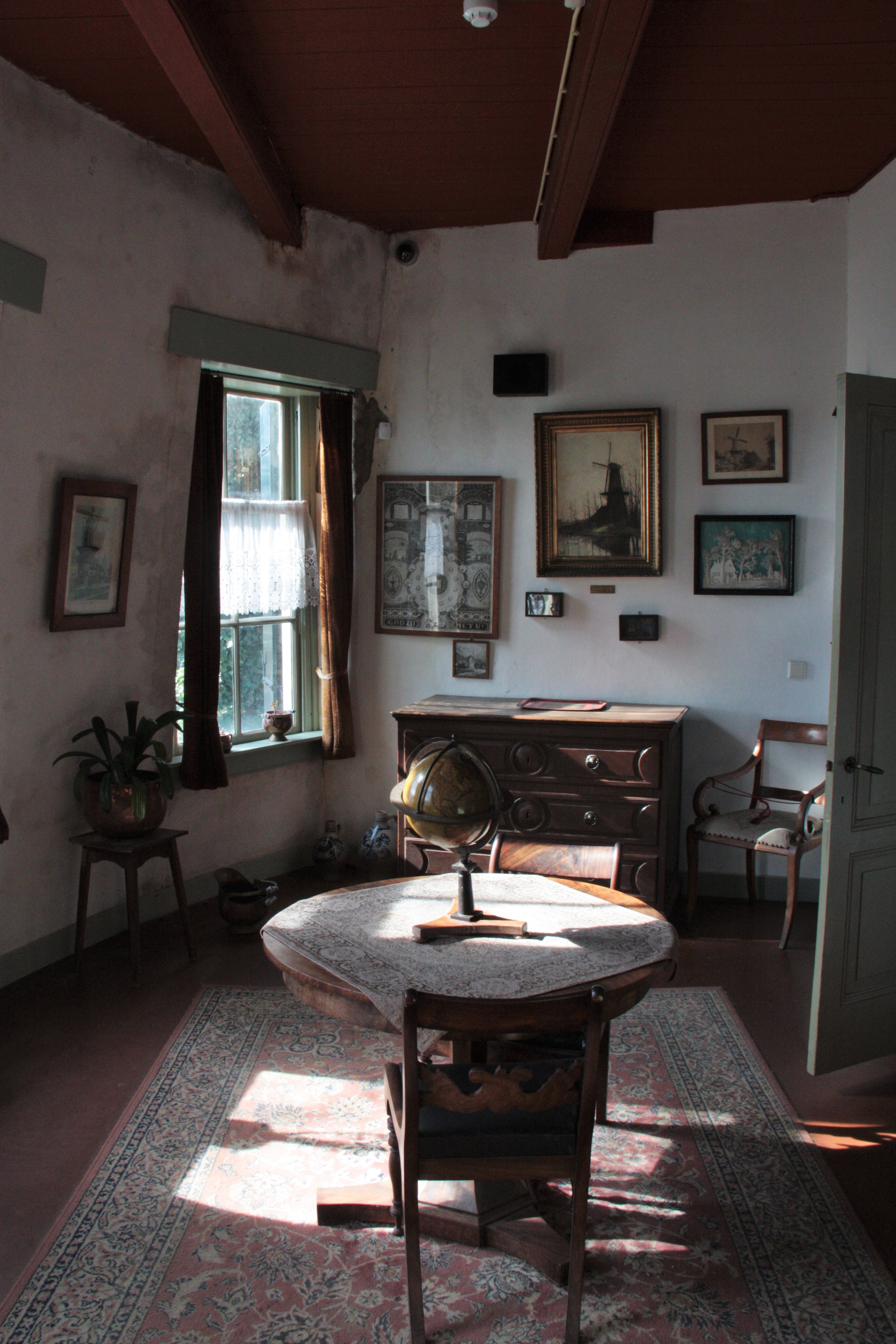
Кабінет
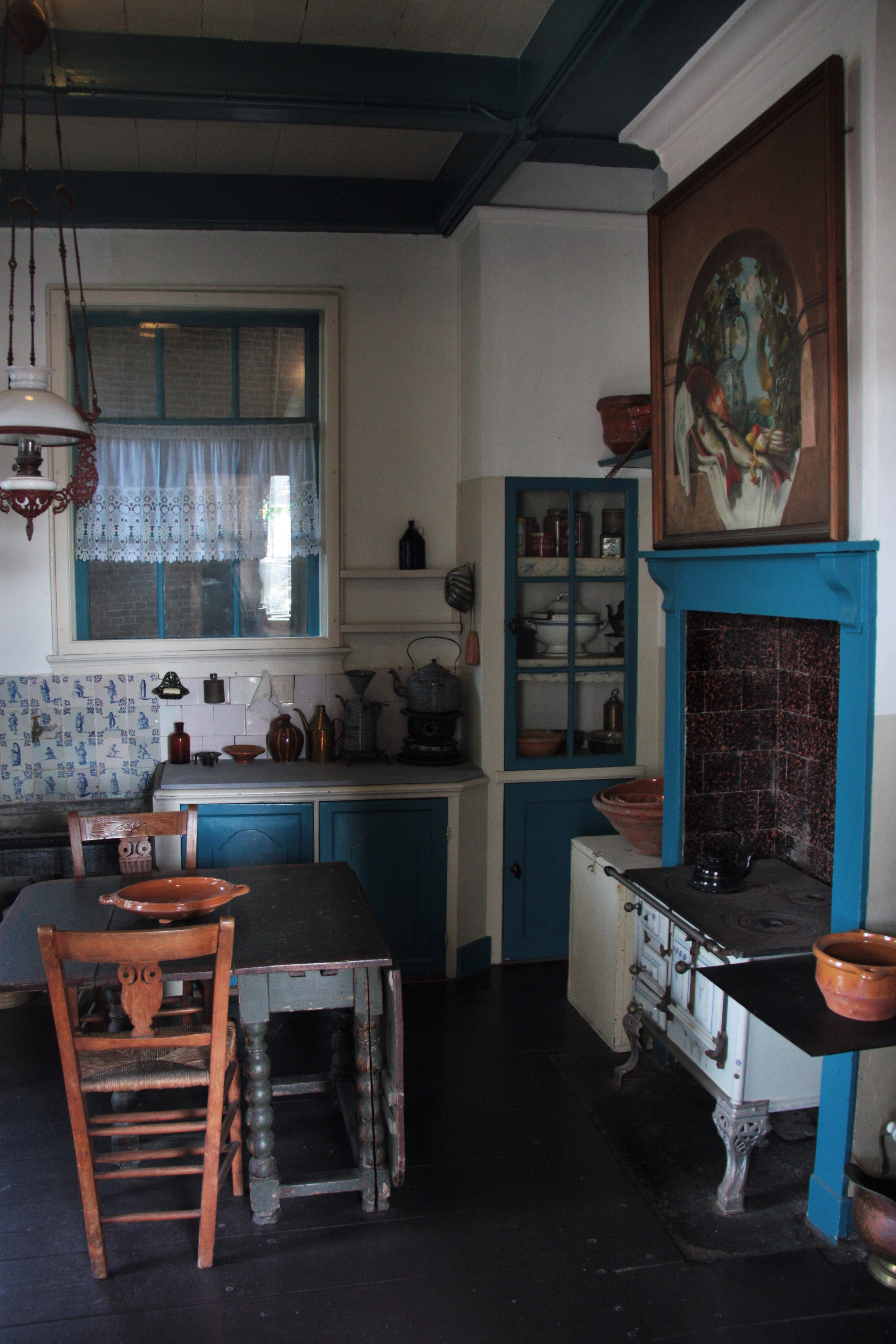
Кухня
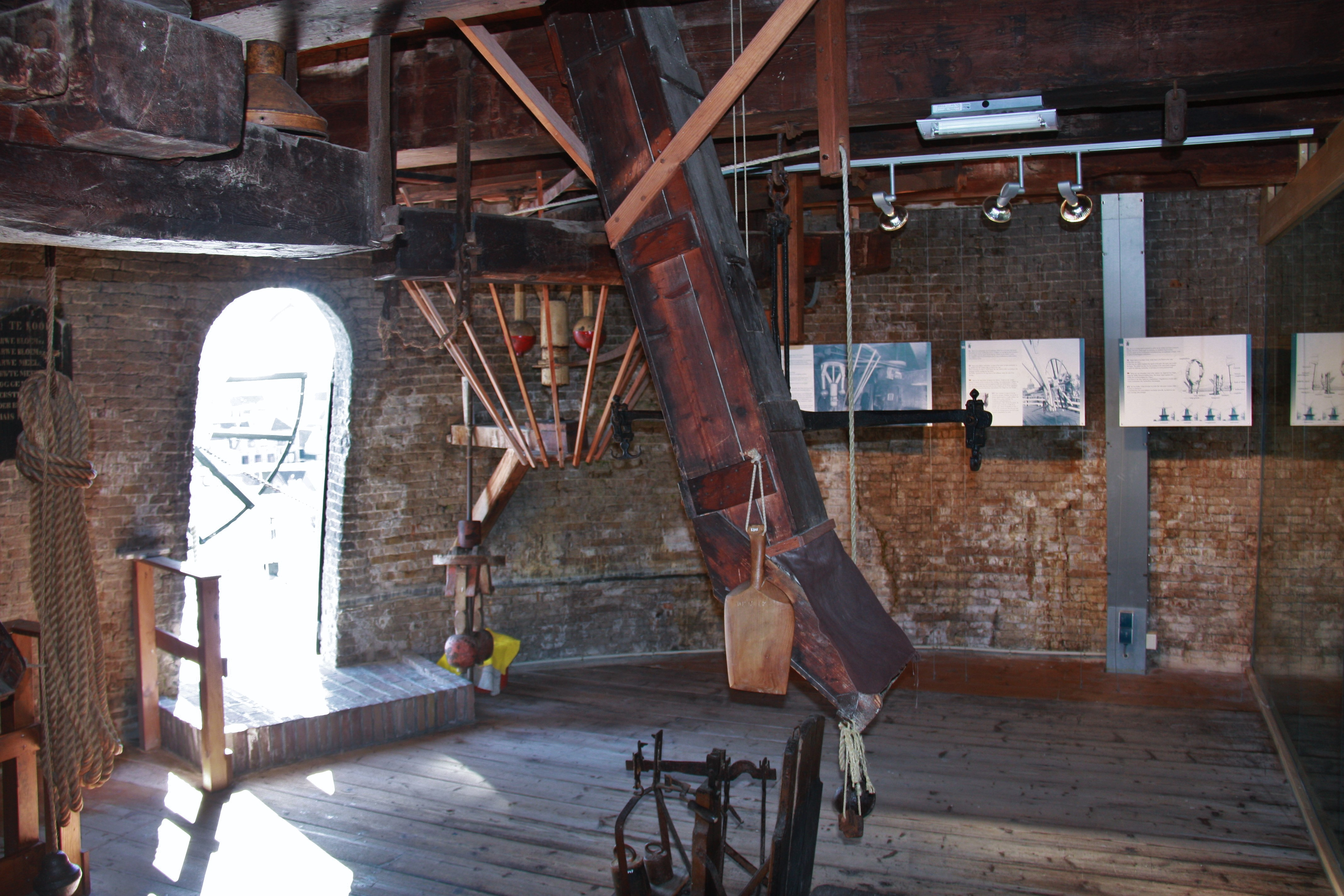
П'ятий поверх з виходом на галерею
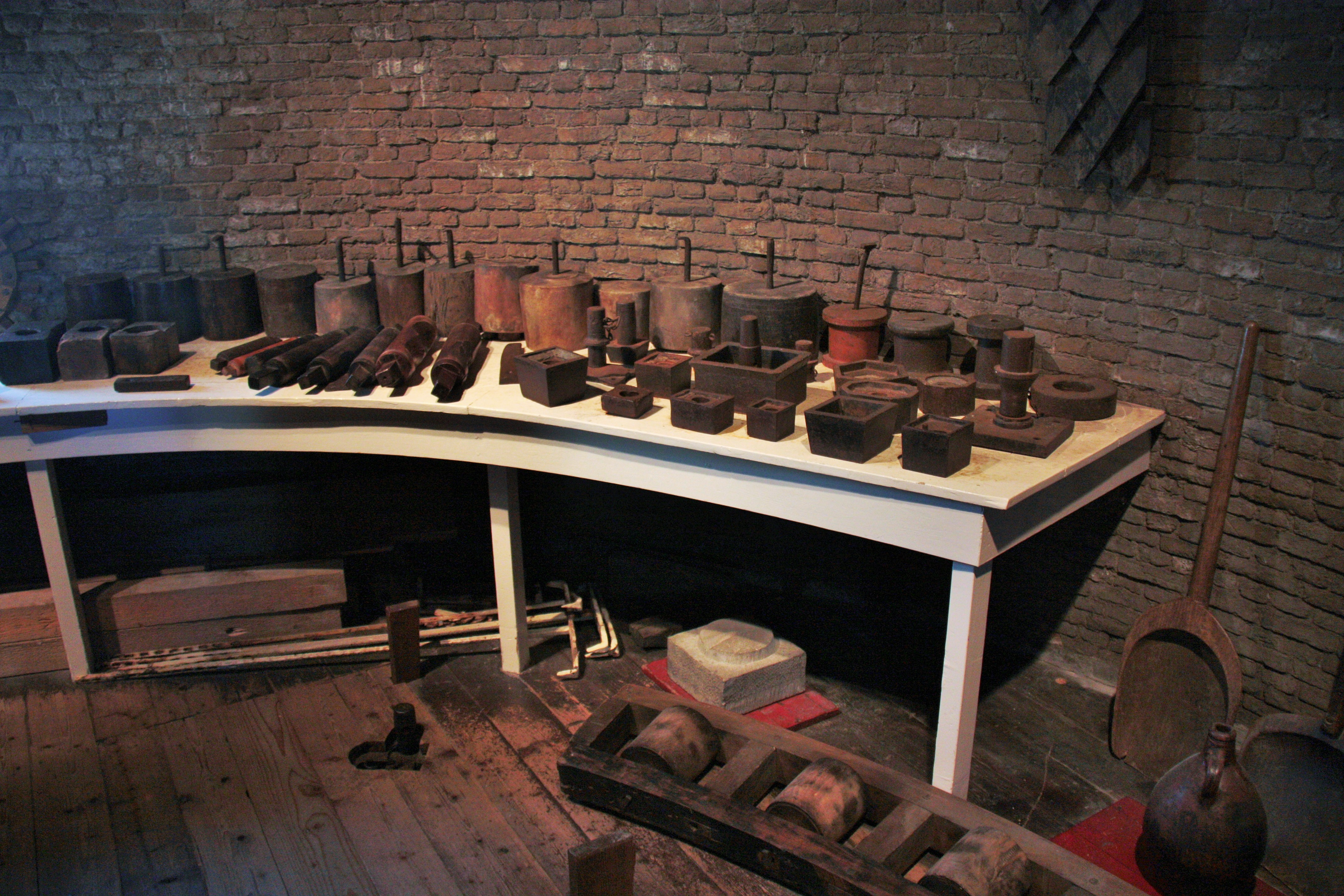
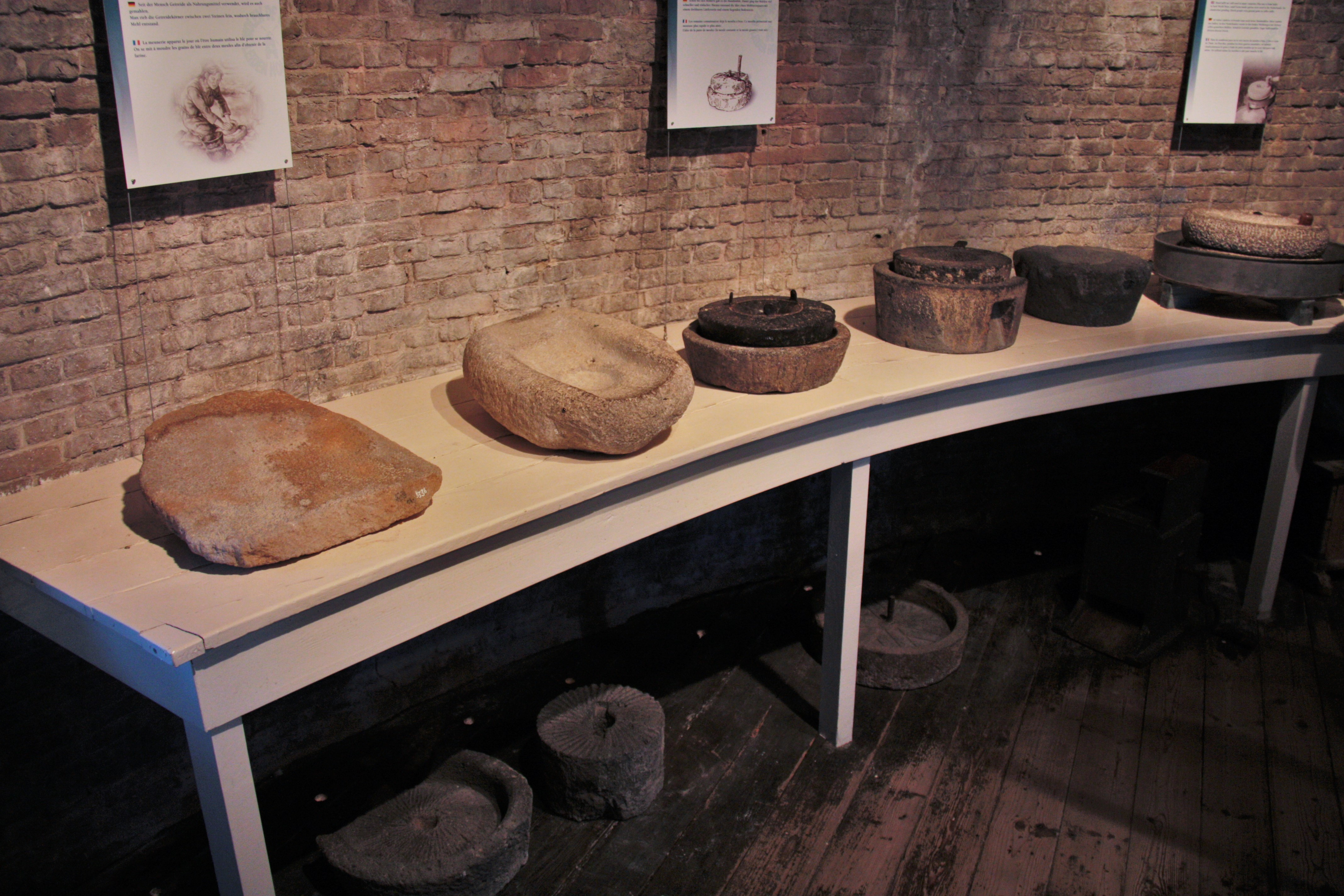
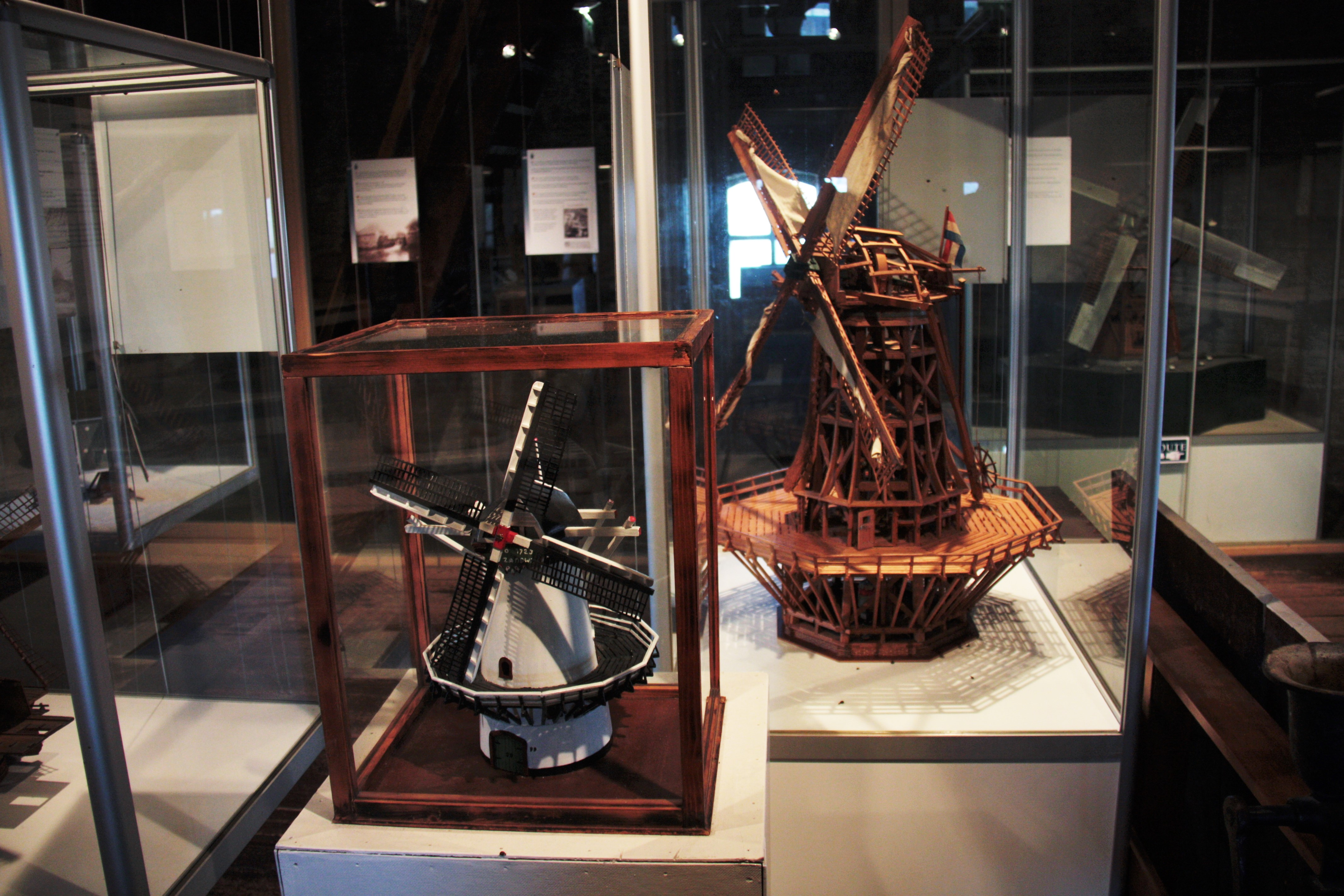
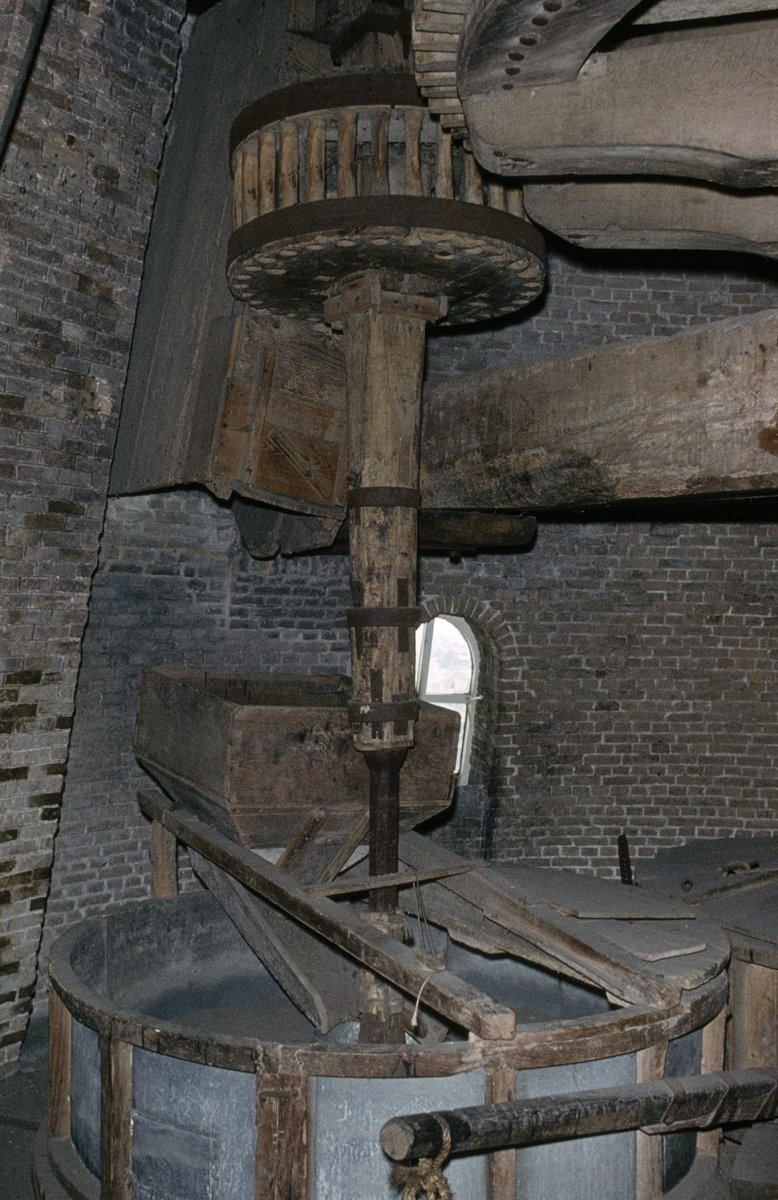
Веретено з цівковим колесом одного з посадів, кіш для зерна і обичайка